# Pseudagrion perfuscatum
Pseudagrion perfuscatum là một loài chuồn chuồn kim trong họ Coenagrionidae.
Pseudagrion perfuscatum được Lieftinck miêu tả khoa học năm 1937.